# Université Antioch Midwest
Pour les articles homonymes, voir Antioch.
Ne doit pas être confondu avec Antioch College.
L'université Antioch (en anglais : Antioch University) est une université privée américaine dont le siège est situé à Yellow Springs dans l'Ohio.

## Présentation
Fondé en 1852, l'établissement dispose de cinq campus répartis dans quatre États (à Los Angeles, à Santa Barbara, à Keene, à Yellow Springs et à Seattle). L'université faisait initialement partie de l'Antioch College mais les deux entités sont distinctes depuis 2009.

## Personnalités liées

### Professeurs
- Dodie Bellamy,  poète, romancière, essayiste, journaliste, universitaire américaine.

### Étudiants
- Steve Abee, écrivain, poète et professeur de littérature à la Ramon C. Cortines School of Visual and Performing Arts ;
- Debbie Rowe, infirmière devenue célèbre en épousant Michael Jackson ; elle a passé un diplôme de psychologie en 2005.